# 22025 Dorisdaou
22025 Dorisdaou este o planetă minoră (asteroid), cu un diametru de 4,264 km, din centura de asteroizi. A fost descoperită pe 5 decembrie 1999 la Catalina Station⁠(d) de Catalina Sky Survey și a fost numită după Doris Daou⁠(d). 
Obiectul prezintă o orbită caracterizată de o semiaxă mare de 2,7995745 UAi, o excentricitate de 0,16, o înclinație de 9,58528 ° în raport cu ecliptica.